# Ethelred de Wessex
Regele Ethelred I (Æthelred I, engleza veche: Æþelræd, "avocat nobil") (n.847 - d.871) a fost rege de Wessex de la 865 la 871. El a fost al patrulea fiu al regelui Æthelwulf de Wessex. L-a succedat pe fratele său, Æthelberht (Ethelbert), ca rege de Wessex și Kent în 865.